# جان بول نديكي
جان بول نديكي (بالفرنسية: Jean-Paul Ndeki)‏ (27 أكتوبر 1982 بالكاميرون - ) هو لاعب كرة قدم كاميروني في مركز الدفاع. لعب مع كينغداو جونون ونادي القوة الجوية ونادي فنتسبيلس وEintracht Frankfurt II ‏ وFK Venta ‏ وAEP Paphos FC ‏ وبروسيا فلدا ‏.

## روابط خارجية
- جان بول نديكي على موقع قاعدة بيانات كرة القدم.إي يو (الإنجليزية)
- جان بول نديكي على موقع Soccerway.com (الإنجليزية)